# Johanna Costenoble

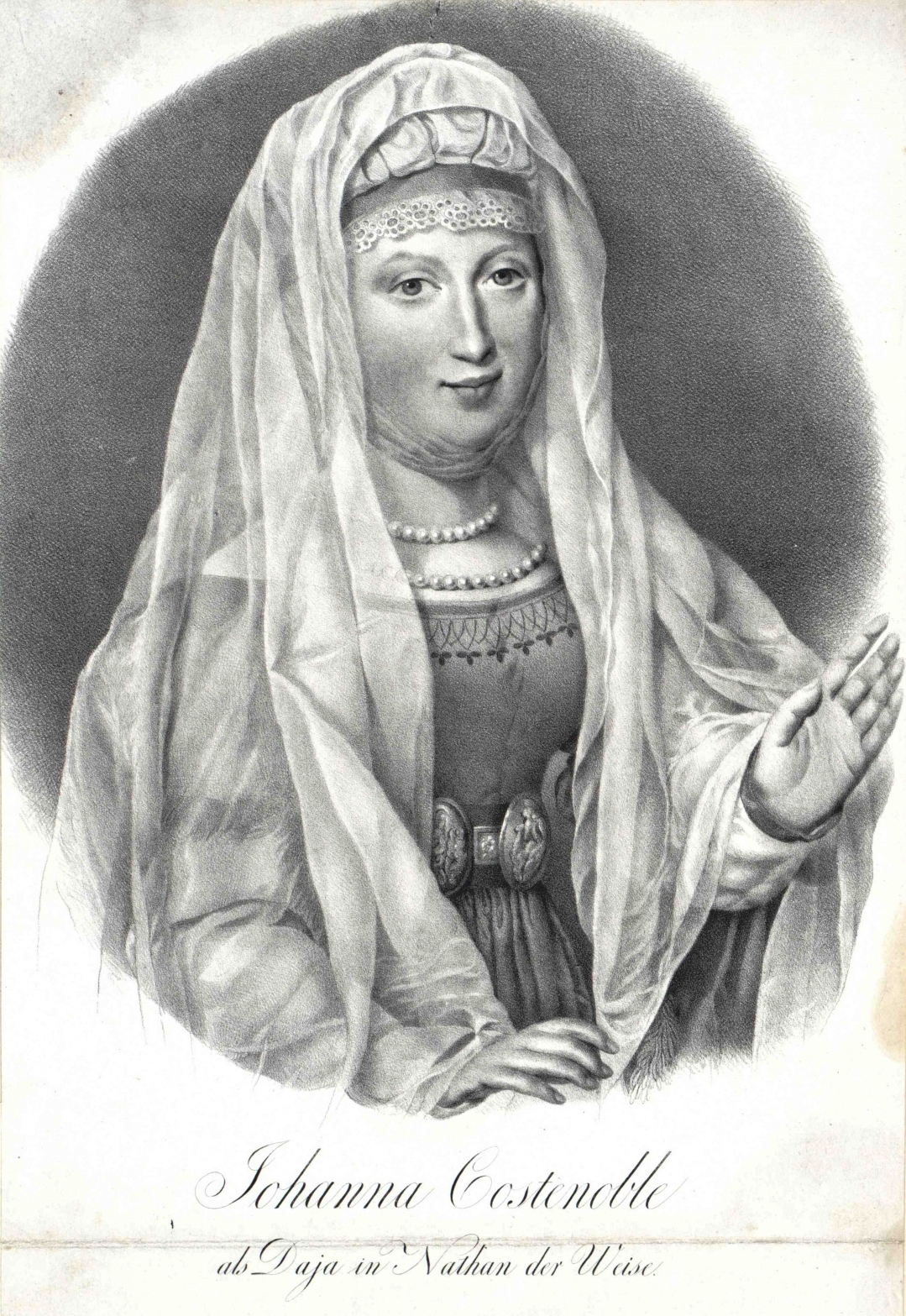
Johanna Costenoble als Daja in Nathan der Weise

Johanna Margarethe Costenoble, geborene Johanna Margarethe Steinhäuser (* 10. September 1777 in Bayreuth; † 16. Juli 1828 in Wien) war eine deutsche Theaterschauspielerin.

## Leben
Costenoble widmete sich ganz der Bühne. Von 1801 bis 1818 war sie in Hamburg engagiert und von 1818 bis zu ihrem Tode am Hofburgtheater. Sie war verheiratet mit dem Schauspieler Carl Ludwig Costenoble.